# Luis Valle Benítez
Luis Valle Benítez   (Las Palmas de Gran Canaria, 18 de juny de 1914 - Las Palmas de Gran Canaria, 13 de setembre de 1974) fou un futbolista canari de la dècada de 1930 i entrenador.
El seu primer club fou l'Atlético Club, club que més tard es fusionaria dins la Unión Deportiva Las Palmas. Es traslladà a Madrid on jugà a Plus Ultra i Reial Madrid. Amb el començament de la Guerra Civil s'exilià a França i allí fou jugador de RCF Paris i Olympique de Niça. També jugà un partit amb la selecció d'Espanya el 1933.
Fou entrenador als següents clubs:
- 1945-1946: Olympique de Niça
- 1951-1952: UD Las Palmas

Fou germà del també futbolista Joaquín Valle Benítez.